# Шишбовиль
Шишбови́ль (фр. Chicheboville) — коммуна во Франции, находится в регионе Нижняя Нормандия. Департамент коммуны — Кальвадос. Входит в состав кантона Бургебюс. Округ коммуны — Кан.
Код INSEE коммуны — 14158.

## Население
Население коммуны на 2010 год составляло 512 человек.
| 1962 | 1968 | 1975 | 1982 | 1990 | 1999 | 2010 |
| ---- | ---- | ---- | ---- | ---- | ---- | ---- |
| 430  | 377  | 395  | 453  | 463  | 460  | 512  |

## Экономика
В 2010 году среди 331 человека трудоспособного возраста (15—64 лет) 246 были экономически активными, 85 — неактивными (показатель активности — 74,3 %, в 1999 году было 69,6 %). Из 246 активных жителей работали 224 человека (122 мужчины и 102 женщины), безработных было 22 (13 мужчин и 9 женщин). Среди 85 неактивных 24 человека были учениками или студентами, 38 — пенсионерами, 23 были неактивными по другим причинам.